# Милош Бајовић
Милош Бајовић (Баљци, код Билеће, 13. април 1921 — Баљци, код Билеће, 25. април 1944), учесник Народноослободилачке борбе и народни херој Југославије.

## Биографија
Рођен је 13. априла 1921. године у селу Баљцима, код Билеће.
Пре Другог светског рата је завршио Трговачку школу, али се због немогућности да нађе посао бавио земљорадњом.
Учесник Народноослободилачке борбе је од 1941. године, а члан Комунистичке партије Југославије (КПЈ) је од 1942. године.
Погинуо је као заменик политички комесар Првог батаљона Десете херцеговачке ударне бригаде, 25. априла 1944. године у борби с четницима у селу Баљцима.
Указом председника Федеративне Народне Републике Југославије Јосипа Броза Тита, 24. јула 1953. године, проглашен је за народног хероја.